# Remona Burchell
Remona Burchell (15 de setembro de 1991) é uma atleta jamaicana, campeã olímpica.
Enquanto corria pela Universidade do Alabama, tornou-se três vezes campeã da NCAA. Ela estabeleceu seu recorde pessoal de 100 metros de 11,03 segundos em uma competição de qualificação para chegar ao NCAA Outdoor Championships 2014. Nos Jogos Olímpicos de Verão de 2020, conquistou a medalha de ouro na prova de revezamento 4x100 metros feminino com o tempo de 41.02 segundos, ao lado de Briana Williams, Natasha Morrison, Elaine Thompson-Herah, Shelly-Ann Fraser-Pryce e Shericka Jackson.